# Бокейорда (резерват)
Державний природний резерват «Бокейорда» (каз. «Бөкейорда» мемлекеттік табиғи резерваты) — природна територія, що особливо охороняється, розташована в Бокейординському, Жанібекському, Казталовському і Жангалинському районах Західно-Казахстанської області Казахстану. Резерват є першою ООПТ із статусом юридичної особи у ЗКО. Утворено згідно з Постановою Уряду РК № 330 від 25 травня 2022. Постанова набула чинності з 1 липня 2022 року.
Резерват створений для охорони уральської популяції сайгака. Одночасно з резерватом було організовано прилеглий до нього Ащіозецький заповідник.